# Bitwa w Odolanowie
Bitwa w Odolanowie – starcie zbrojne w czasie trwania powstania wielkopolskiego do którego doszło 22 kwietnia 1848 w Odolanowie, starcie zakończyło się wycofaniem polskich wojsk powstańczych.

## Geneza
W 1848 wybuchła Wiosna Ludów. W marcu 1848 doszło do rewolucji marcowej w Berlinie. Polacy postanowili wykorzystać sytuację i podjęto działania, aby Wielkie Księstwo Poznańskie uzyskało rozszerzenie autonomii. Początkowo ludność niemiecka sprzyjała dążeniom Polaków, co doprowadziło między innymi do uwolnienia skazanych w procesie berlińskim. Z czasem jednak sytuacja się zmieniała i Niemcy zaczęli zwracać się przeciwko Polakom. Ze strony władz pruskich chciano początkowo załagodzić rewolucyjne nastroje Polaków drogą pokojową. Wysłano w tym celu komisarza królewskiego generała Karla Wilhelma von Willisena, który miał drogą dyplomatyczną nie dopuścić do starć zbrojnych. Wskutek jego działań 11 kwietnia doszło do ugody w Jarosławcu. Z ugody tej nie byli zadowoleni zarówno Polacy jak i Niemcy. Nastroje antypolskie narastały tak, że nawet 19 kwietnia wojsko pruskie nie wpuściło sprzyjającego Polakom Willisena do Poznania. Zniechęcony Willisen, któremu do tej pory drogą dyplomacji udawało się nie dopuścić do większych starć zbrojnych 19-20 kwietnia opuścił poznańskie. Zakończył tym samym swoją misję dyplomatyczną. Od tej pory nasiliły się incydenty zbrojne. Wojsko pruskie zaczęło działać coraz bardziej agresywnie i doszło do kilku bitew i potyczek z powstańcami wielkopolskimi. Polacy jednak początkowo łudzili się jeszcze, że swoje cele mogą uzyskać bez walki. Ostatecznie wskutek agresywnej postawy wojsk pruskich 28 kwietnia Polacy zdecydowali się na zerwanie układów.

## Bitwa
W Wielką Sobotę 22 kwietnia 1848 zbliżyła się do Odolanowa ruchoma kolumna pruska pod komendą płk Bonina licząca około 200 żołnierzy piechoty i zażądała wolnego przejścia do Krotoszyna. Był to jednak tylko wybieg, bo w chwili wkroczenia Prusaków do miasta rozpoczęła się walka. Ze strony polskiej zginęło około 10 ludzi, a rannych było około 20 powstańców. Według innych danych Polacy mieli 8 zabitych i 18 rannych. Pod naciskiem pruskim powstańcy pod dowództwem kapitana Jana Nepomucena Makarego Murzynowskiego wycofali się z miasta. Straty pruskie wyniosły: 1 zabity i 8 rannych.
Z bitwą w Odolanowie związane jest też i inne starcie. Otóż na Odolanów podążał też i inny oddział pruski od strony Ostrowa Wielkopolskiego, którego zadaniem było zagrodzić od tej strony drogę powstańcom. Oddział liczył 200 żołnierzy piechoty i 30 huzarów. Ten pruski oddział w Topoli Wielkiej natrafił na 20 chłopów z Jankowa Przygodzkiego, uzbrojonych w cepy, widły i kosy, którzy szli na pomoc Odolanowa. Gdy chłopi ci zetknęli się z pruskimi huzarami, doszła ich wieść, że bój odolanowski został już zakończony. Dlatego też na wezwanie Prusaków złożyli broń. Wtedy huzarzy rzucili się na nich i większość wymordowali. Jedynie trzem udało się uciec do wioski, lecz tam zostali odszukani przez piechotę pruską i zostali zabici.